# Igreja de São Martinho (Cantuária)
A Igreja de São Martinho em Cantuária, Inglaterra, situada um pouco além do centro da cidade, é a mais antiga igreja paroquial inglesa em uso constante desde a sua fundação. Tanto a igreja de São Martinho como a vizinha igreja de São Paulo são utilizadas regularmente para serviços religiosos.

## Primeiros anos
São Martinho era a capela privada da rainha Berta de Kent no século VI d.C., antes de Agostinho chegar com a Missão gregoriana. Ela era uma princesa cristã franca que foi à Inglaterra com seu capelão, o bispo Leotardo. O rei Etelberto de Kent, seu marido, permitiu que ela continuasse a praticar sua religião numa igreja preexistente que, segundo o Venerável Beda, remontava ao final do período romano, mas que estava em desuso. Há uma grande probabilidade que seja esta a mesma igreja de São Martinho, principalmente por que Beda dá a ela este mesmo nome.
Imediatamente antes de 1844, um tesouro de moedas de ouro foi encontrado no jardim da igreja, uma das quais é a medalha de Leotardo, que traz uma imagem de uma pessoa usando um diadema com uma legenda identificando-a como sendo o bispo franco.

## Arquitetura

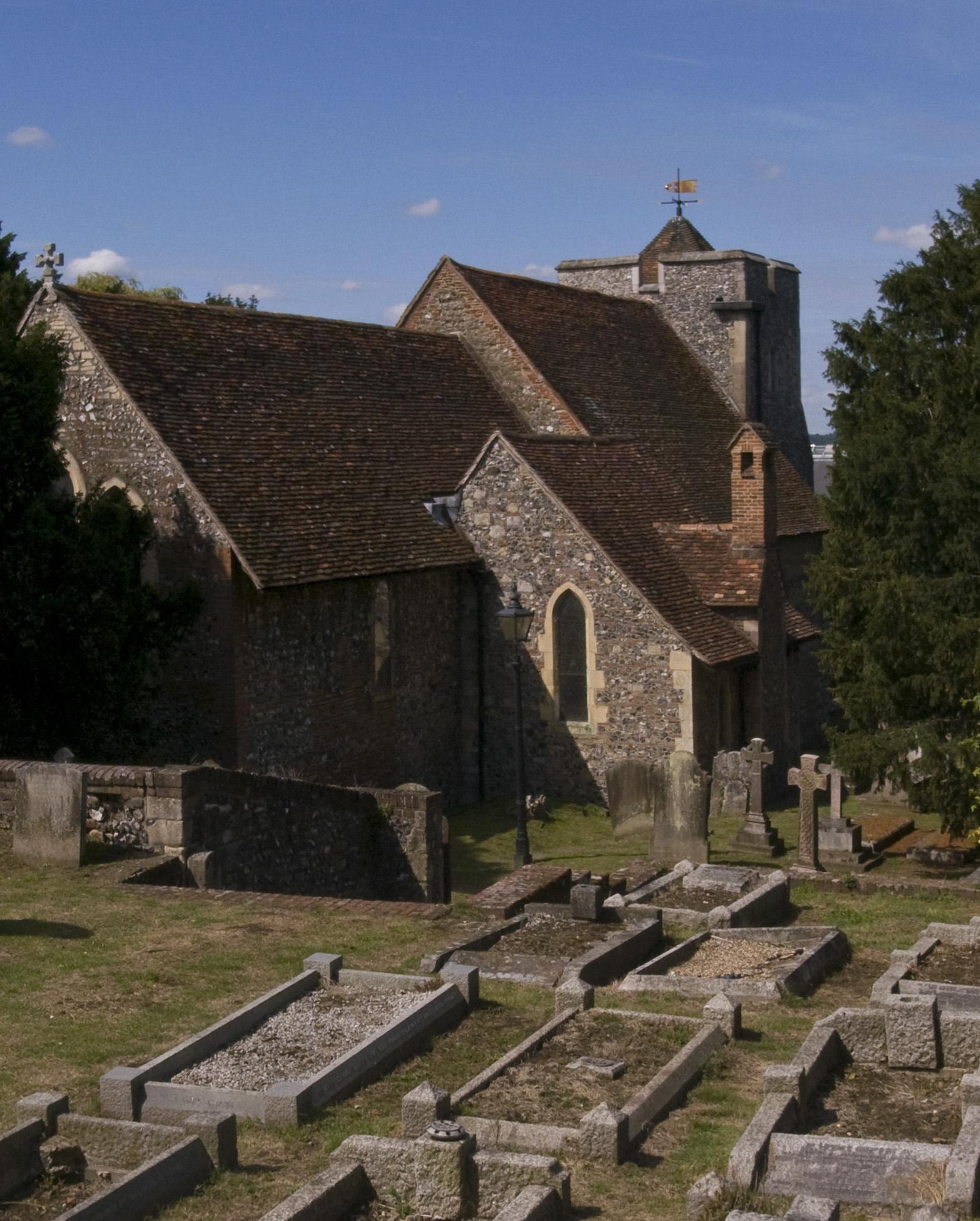
Fachada da igreja

Achados locais provam que o cristianismo de fato já existia nesta área da cidade na época e a igreja contém muitos tijolos romanos reutilizados (chamados de spolia) e seções completas de azulejos romanos. Várias seções das paredes são claramente muito antigas e é possível que uma passagem  quadrangular no coro seja a antiga entrada para a igreja de Berta, enquanto que outras seções das paredes são posteriores à missão gregoriana, dos séculos VII e VIII, incluindo a maior parte da nave. A abside, que estava originalmente a leste, foi removida. A torre é muito mais recente, em estilo "Gótico Perpendicular".

## Túmulos
O jardim da igreja abriga diversos túmulos de famílias locais e pessoas conhecidas, como Thomas Sidney Cooper e Mary Tourtel, a criadora do Urso Rupert.

## Música
A igreja tem uma forte e contínua tradição musical advinda dos monges de Santo Agostinho até os dias de hoje. O primeiro domingo do mês é, geralmente, celebrado com uma missa renascentista, acompanhada por um quarteto de cantores.